# Église Santi Filippo e Giacomo dell'arte dei Fornai
L'église Santi Filippo e Giacomo dell'arte dei Fornai est une église du centre historique de Naples située via Annunziata, contre le côté gauche de la basilique de la Très-Sainte-Annonciation-Majeure. L'église, fermée depuis de nombreuses années, est dans un état grave de dégradation.

## Histoire
L'église consacrée aux apôtres saint Philippe et saint Jacques est bâtie par les boulangers de la zone. L'édifice connaît plusieurs remaniements au cours des siècles. La façade présente un portail de piperno fort simple datant de la seconde moitié du XVIe siècle. Les portes de bois quant à elles sont richement décorées de motifs Renaissance. Le portail est surmonté d'une grande fenêtre qui a perdu ses ornementations. On remarque en haut à droite le blason des boulangers.

## Source de la traduction
- (it) Cet article est partiellement ou en totalité issu de l’article de Wikipédia en italien intitulé « Chiesa dei Santi Filippo e Giacomo dell'arte dei Fornai » (voir la liste des auteurs).